# Jonesboro (Illinois)
Jonesboro é uma cidade localizada no estado americano de Illinois, no Condado de Union.

## Demografia
Segundo o censo americano de 2000, a sua população era de 1853 habitantes.
Em 2006, foi estimada uma população de 1842, um decréscimo de 11 (-0.6%).

## Geografia
De acordo com o United States Census Bureau tem uma área de
5,0 km², dos quais 5,0 km² cobertos por terra e 0,0 km² cobertos por água. Jonesboro localiza-se a aproximadamente 131 m acima do nível do mar.

## Localidades na vizinhança
O diagrama seguinte representa as localidades num raio de 16 km ao redor de Jonesboro.